# Gföhl (Herrschaft)

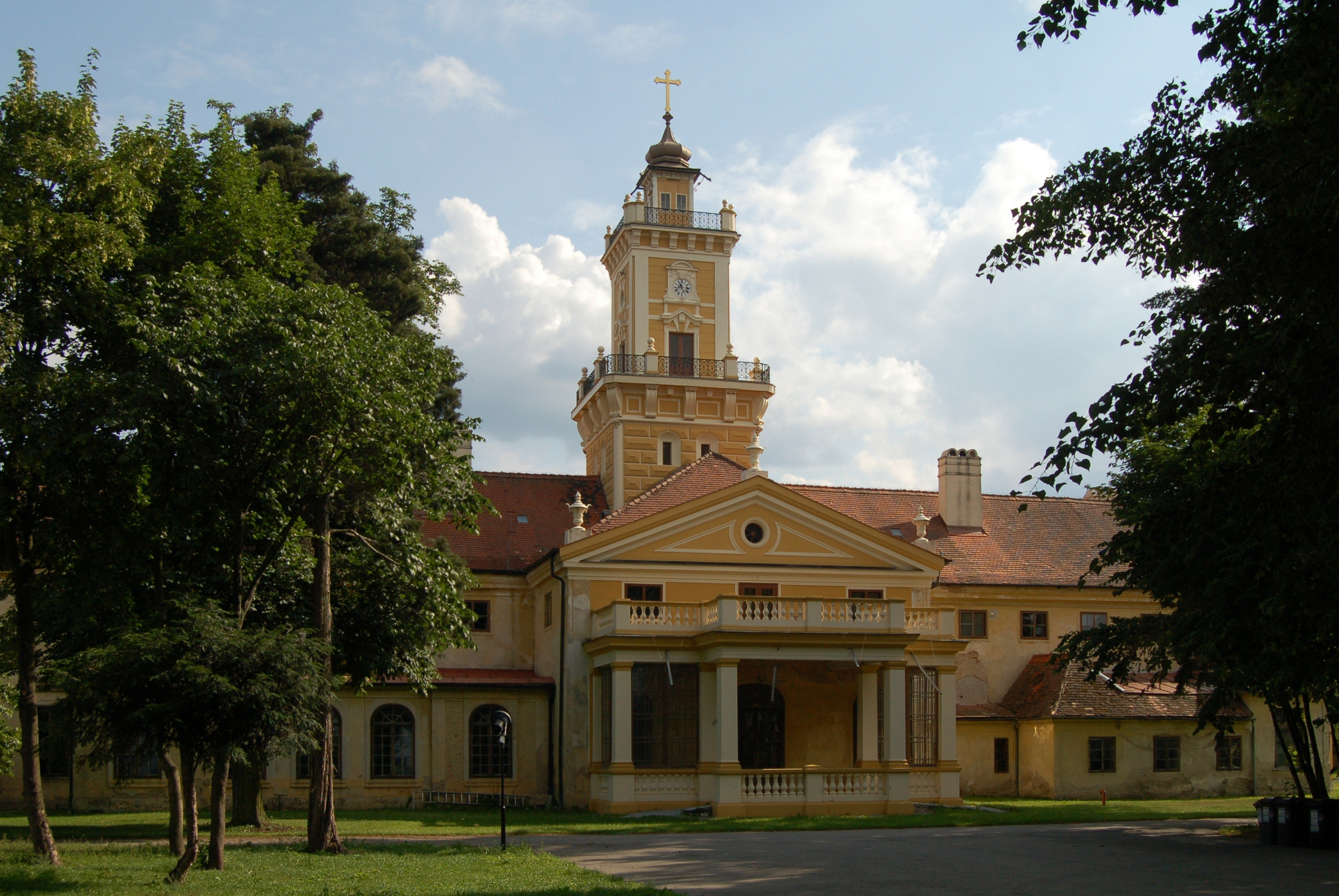
Schloss Jaidhof, Sitz der Verwaltung (Mittelrisalit vom Norden aus gesehen, 2011)

Die Herrschaft Gföhl war eine Grundherrschaft im Viertel ober dem Manhartsberg im Erzherzogtum Österreich unter der Enns, dem heutigen Niederösterreich.

## Ausdehnung
Die Herrschaft umfasste zuletzt die Ortsobrigkeit über den Markt Gföhl, Schloß und Dorf Jaidhof, Eisengraben, Garmans, Ober-Meißling und Unter-Meißling sowie die Ämter Motten, Eisengraben, Gföhl, Eisenberg, Wolfshof, Tautendorf, Schiltern, Mittelberg, Lengenfeld, Droß, meißling, Reichau und Senftenberg. Der Sitz der Verwaltung befand sich im Schloss Jaidhof.

## Geschichte
1662 erwarb Georg Ludwig Graf von Sinzendorf, die Herrschaft Gföhl zu Jaidhof.
Der letzte Inhaber des Allods war der Unternehmer und Bankier Georg Simon Freiherr von Sina zu Hodos und Kizdia, der als größter Grundbesitzer Ungarns galt. Nach den Reformen 1848/1849 wurde die Herrschaft aufgelöst.